# Muhi csata
A Sajó menti csata  vagy közismert nevén muhi csata a mongolok és a magyar király szövetséges serege közötti fő ütközet volt a mongolok Kárpát-medencébe való betörése után. A magyar történelem egyik legjelentősebb középkori csatája, egyben az ország elleni tatárjárás legnagyobb összecsapása volt. 1241. április 11–12-én a Sajó hídjánál, az akkori Mohi közelében  a Batu kán és Szubotáj vezette mongolok megsemmisítő vereséget mértek IV. Béla király seregére. A csata kimenetele megnyitotta az utat a tatárdúlás előtt, amely aztán végigsöpört Magyarországon. Bár a magyar sereg döntő csatát vesztett, a mongoloknak nem sikerült elfogniuk a királyt.

## Előzmények
A mongolok egy előcsapata már március 15-én elérte Pest környékét, és elkezdte pusztítani és kifosztani a régiót. IV. Béla király megtiltotta embereinek, hogy megtámadják őket, mivel a magyar hadsereg még felkészületlen volt. Frigyes osztrák herceg viszont megtámadt és legyőzött egy kisebb portyázó csapatot, és ezzel próbálta meg Bélát gyávának minősíteni. E „hősi” tett után Frigyes herceg hazatért. Eközben a mongolok több olyan magyar erőt is megsemmisítettek, amelyek nem tudtak időben kapcsolódni a fősereghez. Ugrin kalocsai érsek szintén egy portyázó csapat ellen vonult, de egy mocsárba csalták, és páncélos lovassága menthetetlenül megrekedt benne. Innen az érsek alig menekült meg. Az Erdély felől támadó mongol sereg egy másik magyar csapatot is legyőzött Várad környékén.

## A csata lefolyása
Miután a magyar hadsereg legnagyobb része összegyűlt, a király Ugrin érsek ösztönzésére elhagyta Pestet, és a mongolok ellen indult. E hírre Batu kán magához rendelte szanaszét portyázó csapatait, és a magyar hadsereg előtt lassan visszavonuló mongol hadat a Sajó bal partján, a Sajó, Hernád és Takta által képezett szögletben központosította. Vele szemben, a Sajó jobb partján elterülő mohi pusztán ütött tábort a magyar hadsereg. A seregben nehézpáncélos lovasok mellett voltak könnyű lovasok (részben besenyők), templomos és máltai  vitézek, sőt talán szerbek is.

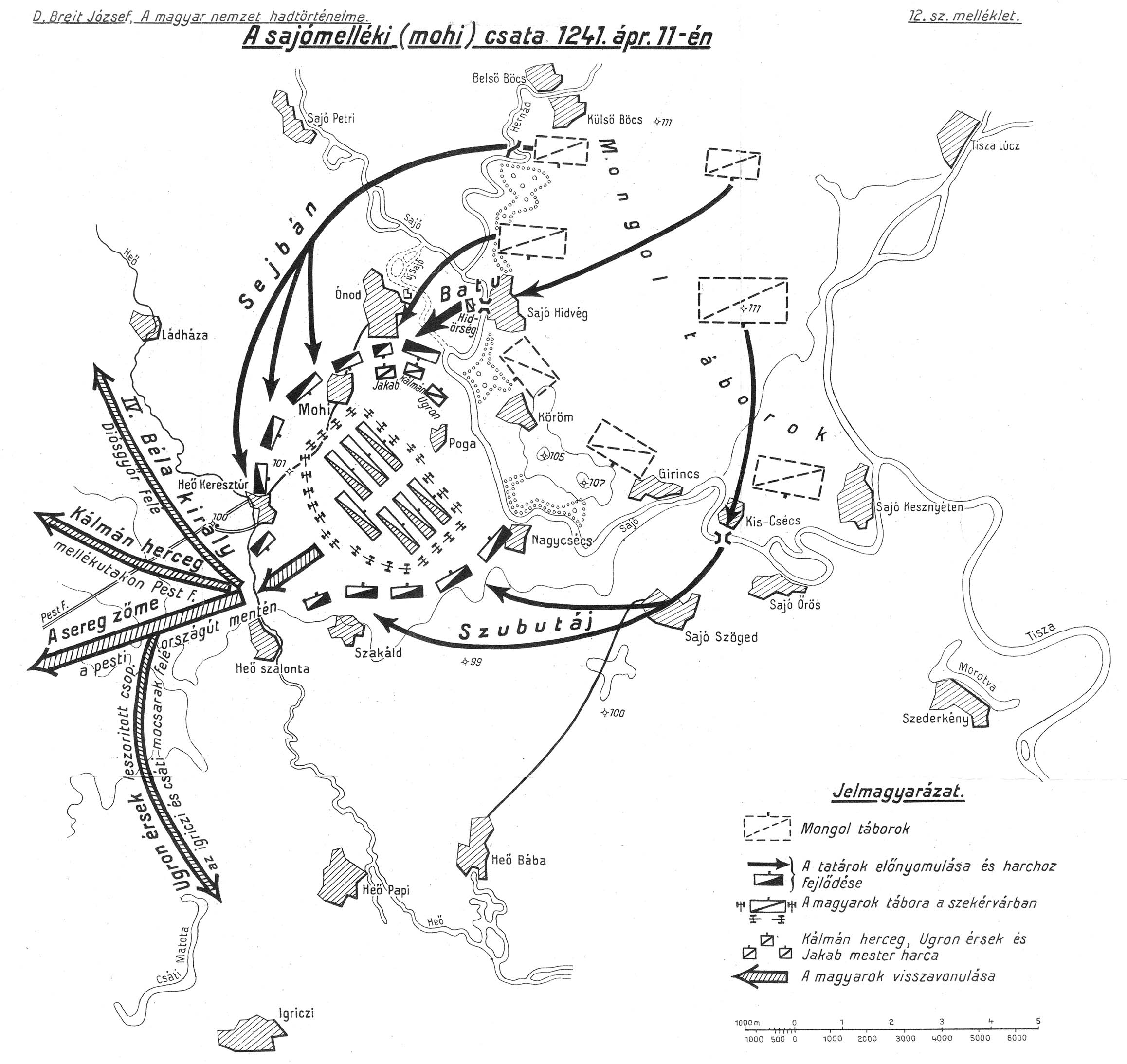
A csata lefolyása. A térkép csak megközelítő pontosságú. Akkoriban a Sajó másképp kanyargott és a táborok helyszíne, a falvak, illetve a hidak elhelyezkedése is csak feltételezett. A szekérvár elhelyezkedése és mérete sem feltétlen tükrözi a valóságost.

### A magyar tábor
A magyar király a tábort a Sajó ezen szakaszán található egyetlen híddal szemben állította fel. A tavaszi hóolvadások következtében megáradt Sajó természetes védelmül szolgált. Átkelési lehetőség vagy a hídtól felfele lévő gázlón volt lehetséges, vagy lefelé a torkolatvidéke felé, ahol a Tisza duzzasztó hatása miatt megcsendesedik. A híd képezte a folyón az egyetlen biztonságos átkelés lehetőségét, amelyet egyik fél sem rombolt le. 

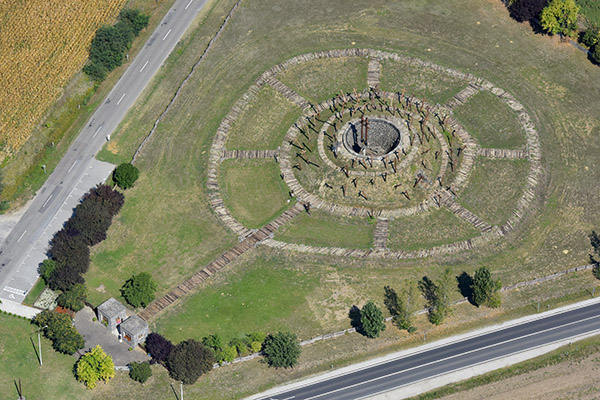
A muhi csata emlékparkja a levegőből, 2018

Hogy a rendkívül mozgékony ellenség meg ne lephesse, Béla a magyar csapatokat egy tömegben csoportosította. Sátor sátor mellett állott, az egész tábort szekérvár vette körül. A magyarok hosszadalmas ellenállásra is felkészültek, mert a szekereket nem csak összeláncolták, hanem közötte pajzsfalakat is képeztek. A tábor (feltehetően a rendelkezésre álló szekerek korlátozott száma miatt) aránylag kis térre szorítva készült, emiatt a magyar hadsereg a döntő pillanatban nem volt képes kifejlődni, harcrendbe állni. A korabeli feljegyzés alapján:
„Béla király megparancsolta csapatainak, „hogy ne szerteszét, hanem egy csoportban, egymáshoz közel üssék fel sátraikat. De mindjárt hozzá is teszi a krónika, hogy ez miképen történt, mondván: „Összevonulának tehát mindnyájan, mint valami szűk akolba, köröskörül állítva láncokkal összekötött szekereiket, az ezek közé eső térközöket pedig pajzsaikkal tölték ki, hogy táborukat megerősítsék. Sátraik pedig úgy össze voltak zsúfolva és azoknak kötelei úgy egymáshoz kötözve és összebonyolítva, hogy az út teljesen be volt hálózva, minek folytán nem is lehetett a táborban járni-kelni, hanem mindnyájan mint valami hálóba be voltak szorítva. Erről azt hitték a magyarok, hogy erősség, pedig ez vált legnagyobb veszedelmükre.” 
Rogerius feljegyzése alapján még az ellenséggel szemben, a döntő csata küszöbén sem szűnt meg az egyenetlenség, a háborgás a király ellen: 
„Amikor a király, mint mondottuk, Pest városából kivonulva, a fegyveresek nagy sokaságával a tatárok ellen indult, azok visszatértek a falvak felégetéséből, és hirtelen összegyülekezve, visszavonultak azon az úton, amelyen jöttek. És ahogy lassan a nyomukban voltak, lassan hátráltak amazok is színlelésből. És amikor a magyarok egy bizonyos folyóhoz érkeztek, amelyet Sajónak hívnak – amely Eger városától nem nagyon messze folyik, és a Tiszába ömlik –, a folyón egy hídon átkelve, megálltak, tábort ütöttek, őröket állítottak a hídra, hogy éjszakai őrszolgálattal őrködjenek: a tatárok pedig a mocsaras helyen való átkelés után a víz körül a síkságon helyezkedtek el. És mivel a víz nagy volt és mocsaras, nem volt hihető, hogy a hídon kívül bárki átkelhessen. A király eközben buzdította övéit, hogy férfiasan készüljenek a harcra; és nem kevés zászlót osztott ki saját kezűleg a főemberek között. A magyarok pedig, bízva sokaságukban, mindebből gúnyt űztek, de a fentebb jelzett okok miatt nem volt sem kedvük, sem lelkesedésük a csatához. Azt szerették volna, hogy vereséget szenvedjen a király, és azután ők kedvesebbek legyenek neki, mert azt hitték, hogy ez a csapás csak részleges, és csak egyeseket ér, és nem általános lesz mindnyájuk számára; ahogy hallomásból tudtak arról, hogy Magyarországban ilyesmi már akárhányszor megtörtént.” Rogerius mester Siralmas Éneke 

### Mongol támadás
A mongol vezérek látva, hogy a magyarok csak védelemre gondolnak, támadólag léptek fel. Április 11-én éjjel megtámadták a hidat. A hídon azonban csak korlátozott számban lehetett átjutni, így viszont a hidat kisebb egységekkel is biztonságosan lehetett védeni. Egy orosz szökevény elárulta a mongolok tervét, így Kálmán herceg, a király öccse és Ugrin érsek a hídon már átvonulni kezdő mongol csapatokat heves csatában visszanyomta. A mongolok ezért visszavonultak a folyó túlpartján lévő szálláshelyükre, a magyarok pedig a saját táborukba vonultak nagy elégedettséggel, abban a hitben, hogy megnyerték a csatát. Kisebb őrséget hagytak a hídnál.
Batu főserege hajnalban újra támadott, de most már kőhajító gépeket is bevetett a folyó túlpartján az első sikertelen mongol támadás során igen eredményesen működő, a mongoloknak nagy veszteséget okozó magyar számszeríjászok elűzése, távoltartása érdekében. A mongol támadás most is a hídon kezdődött, de ezalatt a Szubotáj által vezetett mongol csapatok a jobbszárnyon a Sajón gázlót találtak, amin átkeltek. A magyar seregnek ekkor már kétirányú támadást kellett kivédenie, így Batu főerői egyre nagyobb számban tudtak átkelni a hídon.
Kálmán herceg és Ugrin érsek vezette magyar seregek, a templomosokkal az oldalukon sikerrel vették fel a harcot Batu ellen. A csata végkimenetelét végül a mongol erők jobbszárnyán érkező Szubotáj lovas egységei fordították a mongolok felé. A jobb szárny késedelmes érkezéséig jelentős veszteségeket szenvedtek a mongolok, a kínai évkönyvek szerint Batu már fontolóra vette csapatai visszarendelését a veszteségek miatt. Itt lelte halálát Batu páncélos testőrségének 30 tagja, valamint hadnagyuk, Bakatu is.
Reggel 7 óra körül a most már minden oldalról körülfogott magyar táborra nyílzáport zúdítottak a mongolok. A magyar táborban irtózatos zavar keletkezett. A szűk téren a katonák lépten-nyomon a sátrak kötelékeibe botlottak, lehetetlen volt harci rendbe állni; a kivonulást a táborból a mongolok nyílzápora tette lehetetlenné. Rendes ütközetről szó sem lehetett, csak kisebb fegyelmezett csapatok próbálhatták meg a táborból kirohanva áttörni vagy visszaszorítani a tatárok gyűrűjét.

A templomos lovagok, Kálmán herceg és Ugrin érsek dandárjaikkal kétségbeesett hősiességgel harcoltak, de a templomosok mind egy szálig elestek, Kálmán és Ugrin súlyosan megsebesülve kénytelen volt visszavonulni. A tatárok ekkor felgyújtották a tábort, a fejetlenség általános lett. Mindenki igyekezett menekülni. Egyesek áttörtek a mongolok sorain, de a legtöbben azon a kapun igyekeztek menekülni, melyet a mongolok soraik között szándékosan nyitottak, nehogy a magyarok nagy tömegét a végső kétségbeesésig ingereljék.  
"S látván a magyarok, hogy az ellenséges csapatok által minden oldalról körül vannak kerítve, fejőket és eszöket veszték, és seregeik kifejtéséről, vagy általános viadalba menetelről gondolkozni sem tudának, hanem a roppant veszedelmen megrettenve, ide s tova járnak vala, mint az akolban a farkasok marásától menekülni akaró juhok. Az ellenség pedig mindenfelől rájok tódulva, őket nyilazással és lövöldözéssel szorongatni nem szűnik vala. A magyarok nyomorult sokasága osztán, minden józan eszét elvesztve, nem tudja vala, mit csináljon.  És midőn életökhőz minden reményök elenyészett, a halál pedig minden szempillantásban leselkedve látszott  a király és a herczeg a zászlókat oda hagyva, futásban keresének menekülést; a többi sokaság is osztán emitt a sűrű haláltól megrémülve, amott a köröskörül harapózó tűztől rettegve, teljes lelkéből csak a futás után áhítozik vala." (Spalatoi Tamás: A tatárjárás története) 
Bár Tamás írásában néha degradálóan ír a magyarokról, s ezt egyes kutatók sérelmezik, a történészek többsége hiteles forrásnak tartja munkáját.

### A magyar menekülők

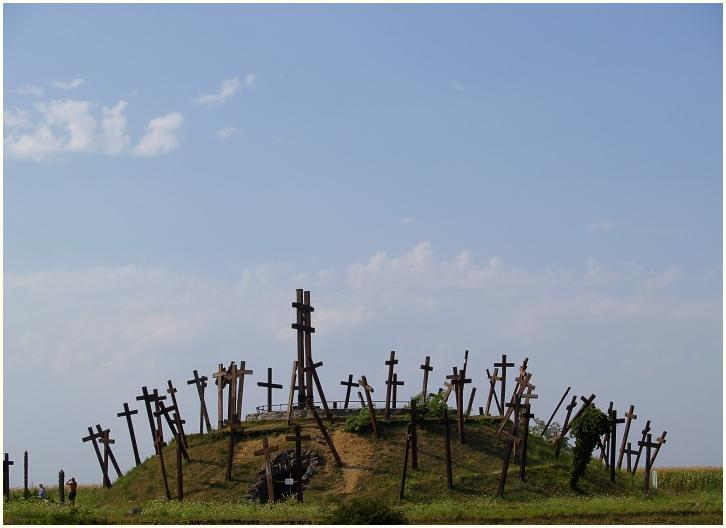
Emlékpark a mai Muhi mellett

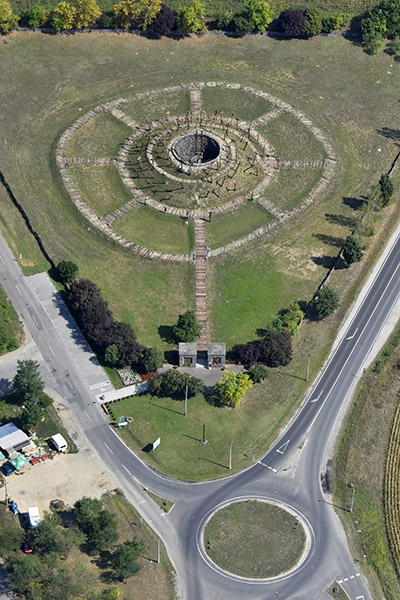
A muhi csata emlékére épült park légi fotón 2018-ban

A Pest felé vezető országúton igyekeztek a legtöbben menekülni. Az irgalmat nem ismerő erélyes üldözés azonban, amely a mongol hadviselésnek, éppúgy, mint a régi magyarok harcmodorának egyik jellemző vonása volt, teljessé tette a magyar hadsereg vesztét. Igen kevesen tudtak menekülni a vérfürdőből.
A király, akit hívei önfeláldozóan védelmeztek, a nagy tömeg útjával ellenkezőleg egy másik irányban, északnyugatra, a Bükk-hegység felé menekült. Kicsiny serege hősiesen védelmezte és keresztültörtek a tatárokon. Katonái önfeláldozó segítségével többször lovat váltott, és elmenekült az üldöző tatárok elől.
A király öccse, Kálmán, bár súlyosan megsebesült, váltott lovakon elérte Pestet s a Dunán átkelve, megszabadult üldözőitől, de májusban belehalt a csatában szerzett sebeibe.
A csatatéren maradtak, vagy az üldözés közben estek el: Mátyás esztergomi érsek, Ugrin kalocsai érsek, Gergely győri, Jakab nyitrai és Rajnald erdélyi püspök, Miklós szebeni prépost, alkancellár, Tomaj Dénes nádor, Szerafin fia Andor országbíró, Rátót Domokos tárnokmester, Gutkeled Miklós horvát bán.

### Lőpor
A mongolok kelet-európai hadjáratuk során, beleértve a magyarországit is, a kínaiaktól megszerzett kezdetleges kézi „rakétákat” is alkalmaztak. William H. McNeill amerikai történész és mások szerint ilyen lőporos fegyvereket használhattak Magyarországon is, és vethettek be a muhi csatában. Más források olyan fegyvereket említenek, mint „égő, lángoló nyilak” és a „naftabombák”. Akármit is használtak, felgyújtották a magyarokat védelmező szekérvárat.
Kenneth W. Chase professzor a mongolokhoz köti a lőpor és a hozzá kötődő fegyverek Európában való megjelenését. Mások szerint "nincs konkrét bizonyíték arra vonatkozóan, hogy a mongolok Kínán kívül rendszeresen használtak volna lőporos fegyvereket."

## Szépirodalmi feldolgozások
- Petry Csaba: A fehér ló
- Karczag György: Zúgó nyilak (történelmi regény). 1970, 2008, 2015
- Kodolányi János: A vas fiai
- Tóth Árpád (költő): A muhi-pusztán c. verse
- Makkai Sándor: Sárga vihar. Tatárjárás (történeti regény), Kolozsvár és Budapest, 1934